# Castello dei conti di Modica (Alcamo)
Il castello dei conti di Modica (o Castello di Alcamo) è un castello di epoca medievale situato nel centro della città siciliana di Alcamo, in provincia di Trapani.

## Storia

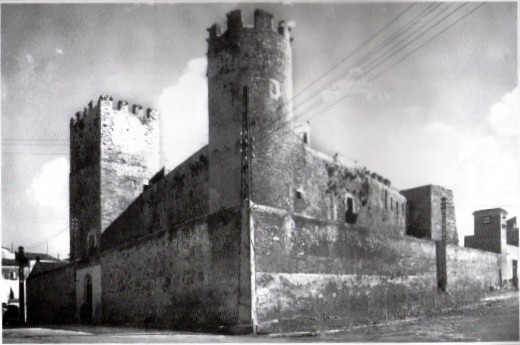
Vecchia foto del Castello di Alcamo adibito a carcere.

Nel 1340 re Pietro II aveva concesso a Raimondo Peralta terram Alcami et prefatum castrum Bonifati, senza alcuna menzione del castello; esso, infatti, si trova citato per la prima volta in un diploma del 1391. In questo documento re Martino I confermava ad Enrico Ventimiglia conte di Alcamo, la concessione fatta a suo padre, Guarnerio, da parte del re Federico III de la terra e lu Castellu di Alcamu.
La costruzione del castello fu così iniziata dalla famiglia Peralta intorno al 1340 da Raimondo Peralta conte di Caltabellotta, e fu terminata nel 1350, sotto i feudatari Enrico e Federico Chiaramonte; esso venne utilizzato come dimora e struttura difensiva fino al XVI secolo.
Se provvisto di munizioni e viveri, era in grado di resistere per un mese e mezzo, ospitando 30 compagnie di soldati.
Nel 1392 re Martino e la sua consorte furono ospiti del castello dopo la sconfitta dei Chiaramonte.. 
Nel periodo tra il 1410 e il 1812 il castello fu proprietà dei Cabrera, Conti di Modica, da cui prese il nome. Fino al 1484 fu castellano Giovanni di Sanclemente, nobile d'origine catalana, per conto di Fadrique Enríquez de Velasco e Anna Cabrera Ximénez.
Al ritorno dalla vittoria a Tunisi, il 1º settembre 1535, in una delle torri del castello soggiornò per tre giorni l'imperatore Carlo V, assieme alla sua corte e l'infanta Eleonora d'Aragona.
Nel 1534 il castello subì l'attacco del pirata islamico Barbarossa.
Nel periodo tra il 1583 e il 1589 fu oggetto di tre restauri.
In seguito alla morte dell'ultima contessa di Modica, intorno agli inizi del 1800, il castello venne acquistato all'asta dalla famiglia degli Stuart.
A partire dal 1828, in seguito ad una sentenza del Tribunale di Trapani, il Comune di Alcamo prese possesso del castello e negli anni seguenti fu nuovamente oggetto di restauro (1870) e utilizzato come sede degli uffici comunali, prigione (fino al 1968) e stalla.
Nel 1870 il castello fu trasformato in carcere. Tali trasformazioni, assieme alla mancanza di opere manutentive, contribuirono a degradare lo stato di conservazione del castello, che venne messo in luce da un rilievo svolto nel 1979.

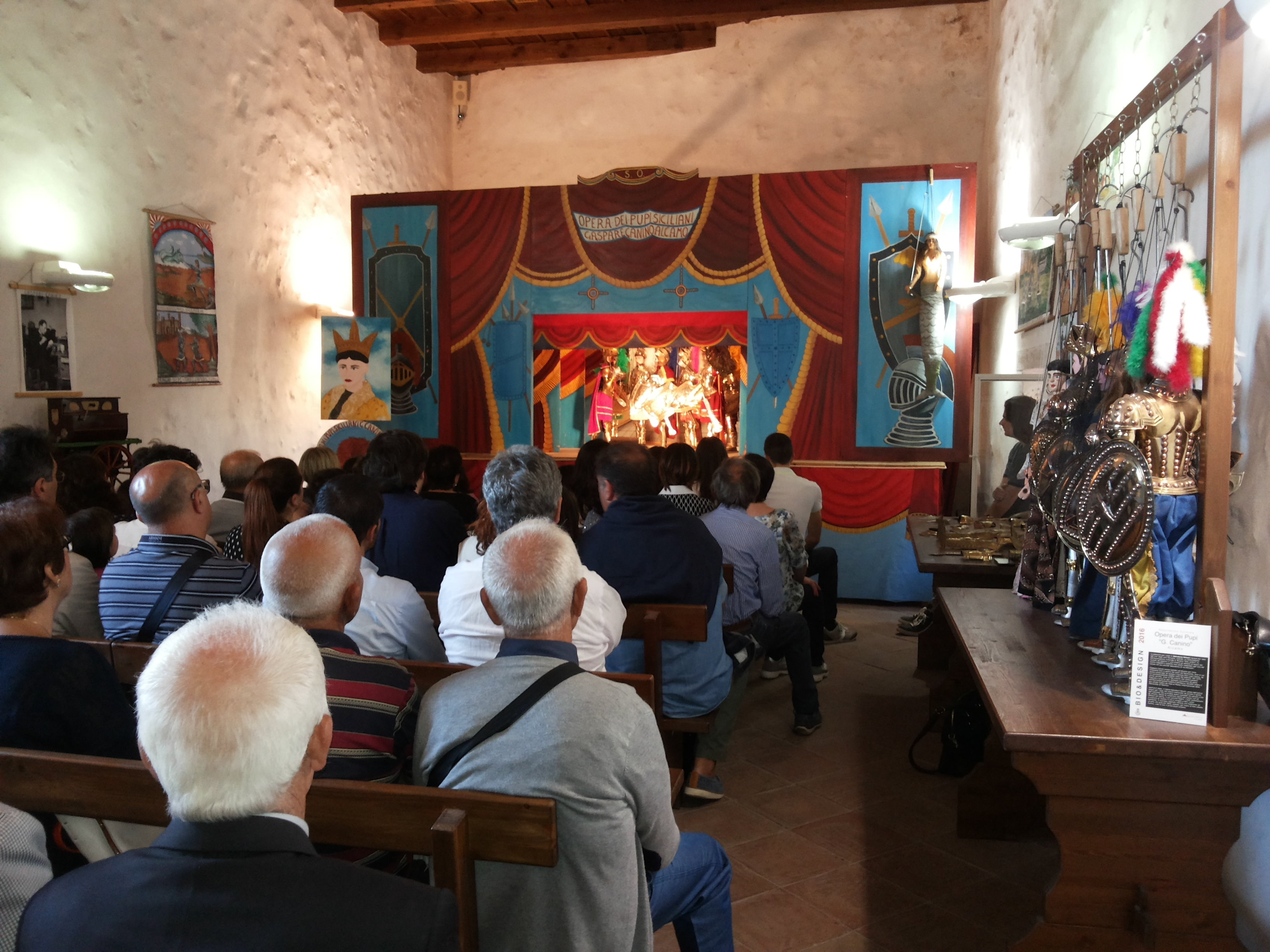
Rappresentazione dell'opera dei pupi all'interno del castello

Si resero necessari dunque ulteriori restauri (avvenuti tra il 2000 e il 2010), in seguito ai quali il castello è stato utilizzato per ospitare il Museo Etnografico, l'Enoteca Storica Regionale, il Museo del Vino e delle Tradizioni, un'esposizione permanente dei pupi siciliani, e una mostra dedicata alle opere scultoree di Nicola Rubino. Inoltre in un salone al primo piano vengono celebrati i matrimoni civili.
A seguito della comparsa di alcune crepe nella struttura, il castello venne chiuso prima dal 2011 al 2013 e poi fino a dicembre 2015, quando venne riaperto al pubblico, sebbene alcune parti siano rimaste non agibili per motivi di sicurezza.

## Descrizione
La pianta del castello è romboidale, con al centro un cortile di forma pressoché rettangolare.
La struttura è formata principalmente da conci in pietra tagliati in maniera grossolana, a parte in corrispondenza degli spigoli delle torri e delle aperture, dove stati utilizzate delle pietre perfettamente squadrate e ammorsate tra loro.
In corrispondenza dei vertici si ergono quattro torri merlate (due a pianta quadrata e due a pianta circolare), ciascuna delle quali aveva delle funzioni specifiche; in particolare:
- nella torre quadrata più alta (detta per tale motivo "torre Maestra"), collocata a sud-est, venivano torturati i prigionieri;[3]
- la torre quadrata più bassa, collocata a nord-ovest, era riservata alle sentinelle;[3]
- la torre circolare collocata a nord-est era utilizzata per ospitare gli ospiti di riguardo.[1][3]

La torre circolare a sud-ovest reca inoltre lo stemma della città di Alcamo, scolpito in marmo.

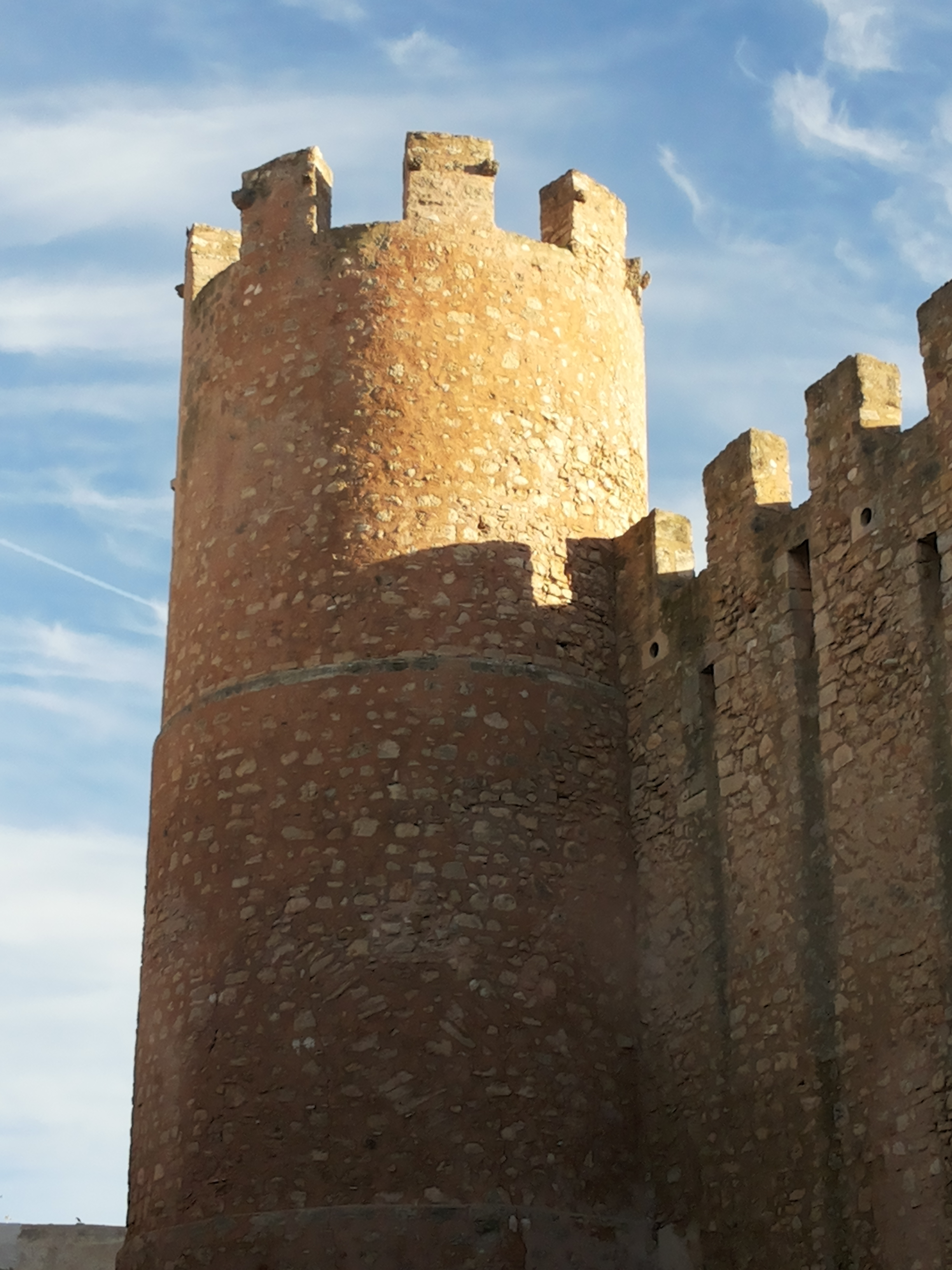
Torre circolare a nord-est
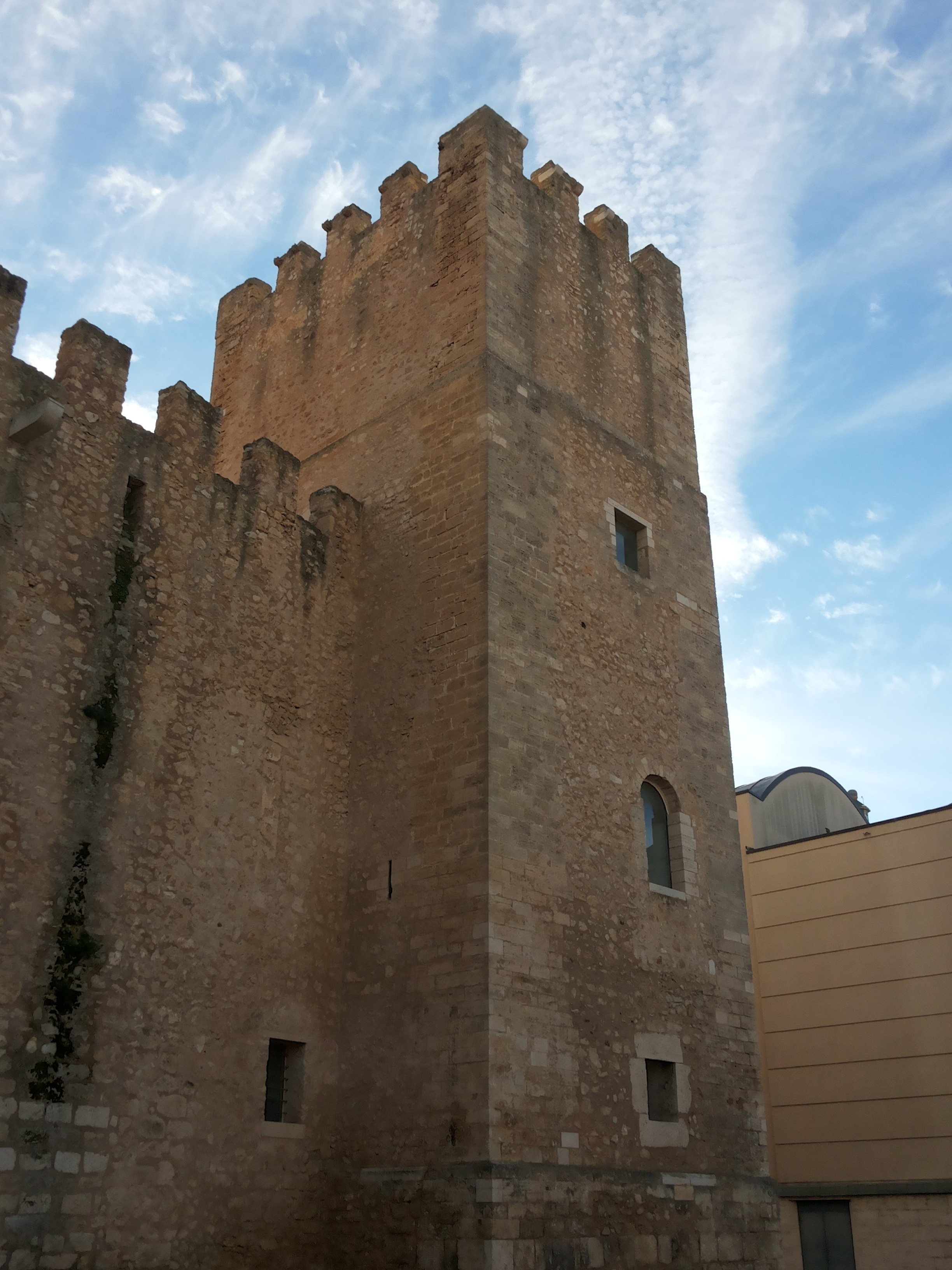
Torre quadrata a nord-ovest
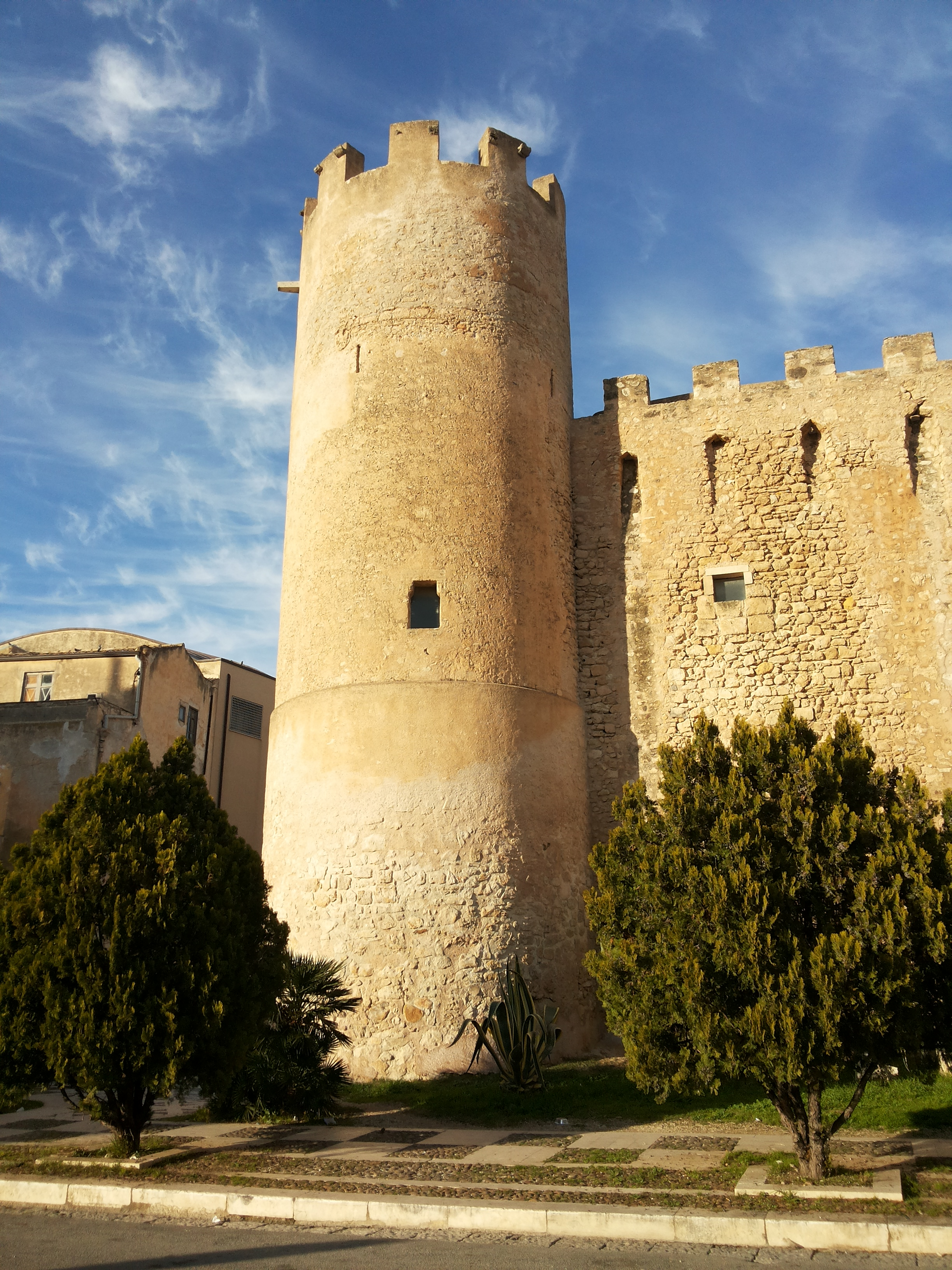
Torre circolare a sud-ovest
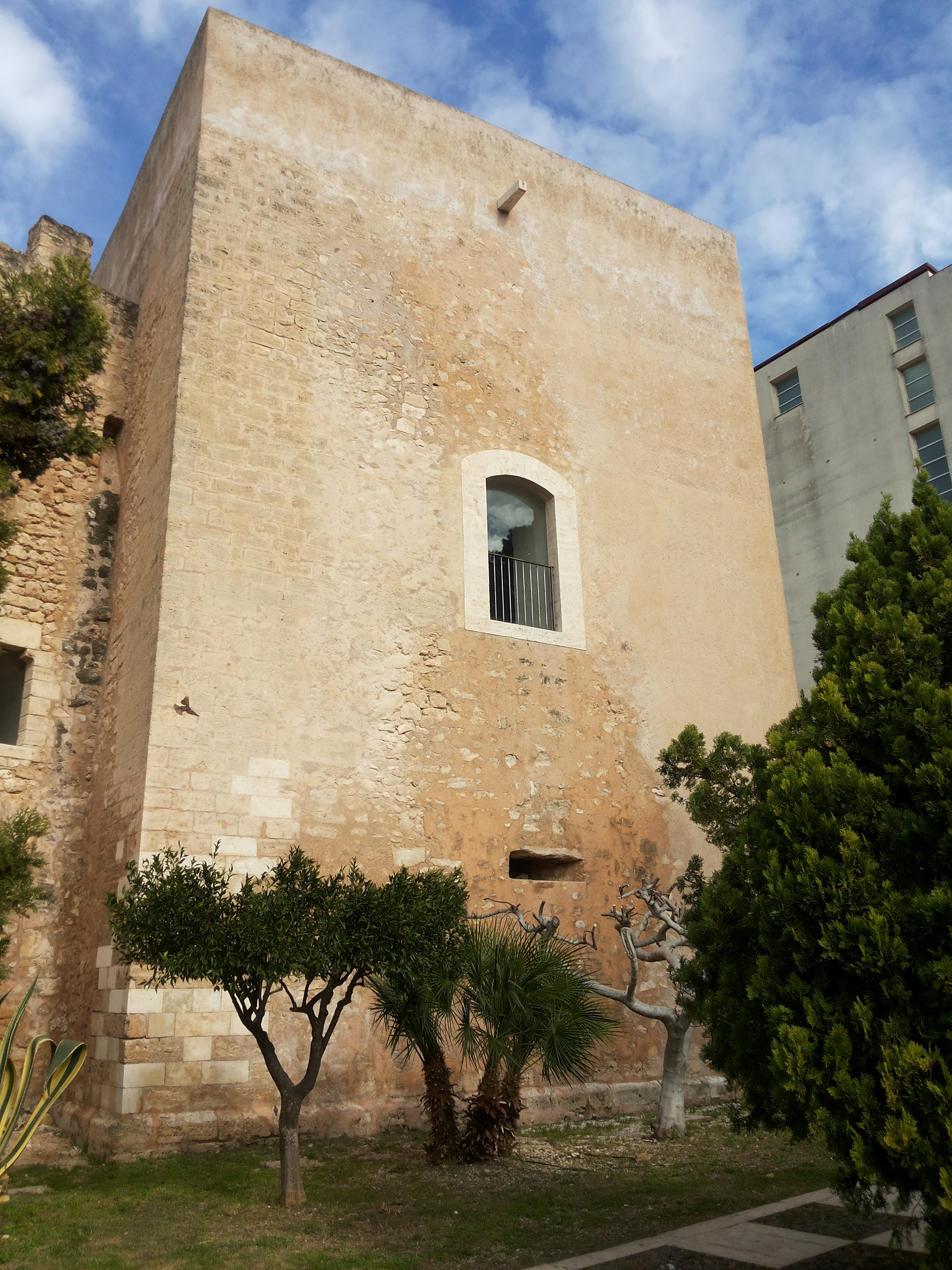
Torre quadrata a sud-est

Sui lati del castello si aprono inoltre finestre bifore e trifore di derivazione gotico-catalana.
I locali del piano terra comprendevano una cappella, le stanze del cappellano e dei servi e una cella di isolamento, mentre al primo piano si trovavano un salone per ricevimenti con annessa anticamera, lo studio del conte, le camere da letto con relativo corridoio e un'altra cella di isolamento.
In passato era cinto da mura che avevano lo scopo di ostacolare l'assedio del castello da parte di macchine da guerra.
Originariamente era dotato di tre porte, disposte sui lati sud, ovest e nord. Ciascuna porta si apriva su una piazza:
- la piazza a sud era utilizzata come capitaneria delle milizie urbane a piedi e a cavallo;
- la piazza a ovest era chiamata "cittadella";
- la terza piazza era invece situata a nord.

Secondo un'ipotesi ancora da confermare, sotto il castello inoltre si troverebbero delle fosse carcerarie utilizzate tra la fine del XIV secolo e il XVIII secolo per la reclusione dei re.

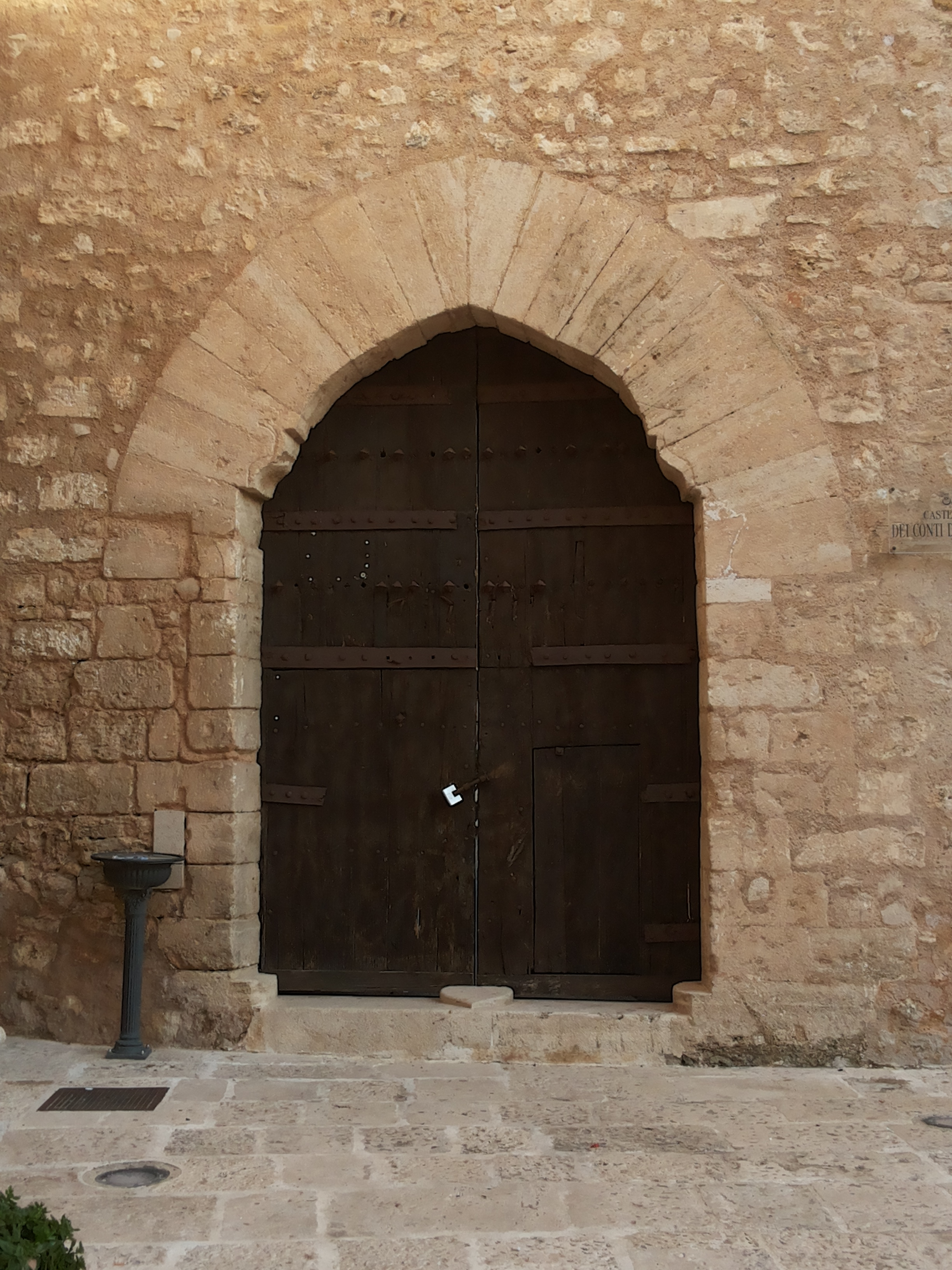
Portone di ingresso sul lato ovest
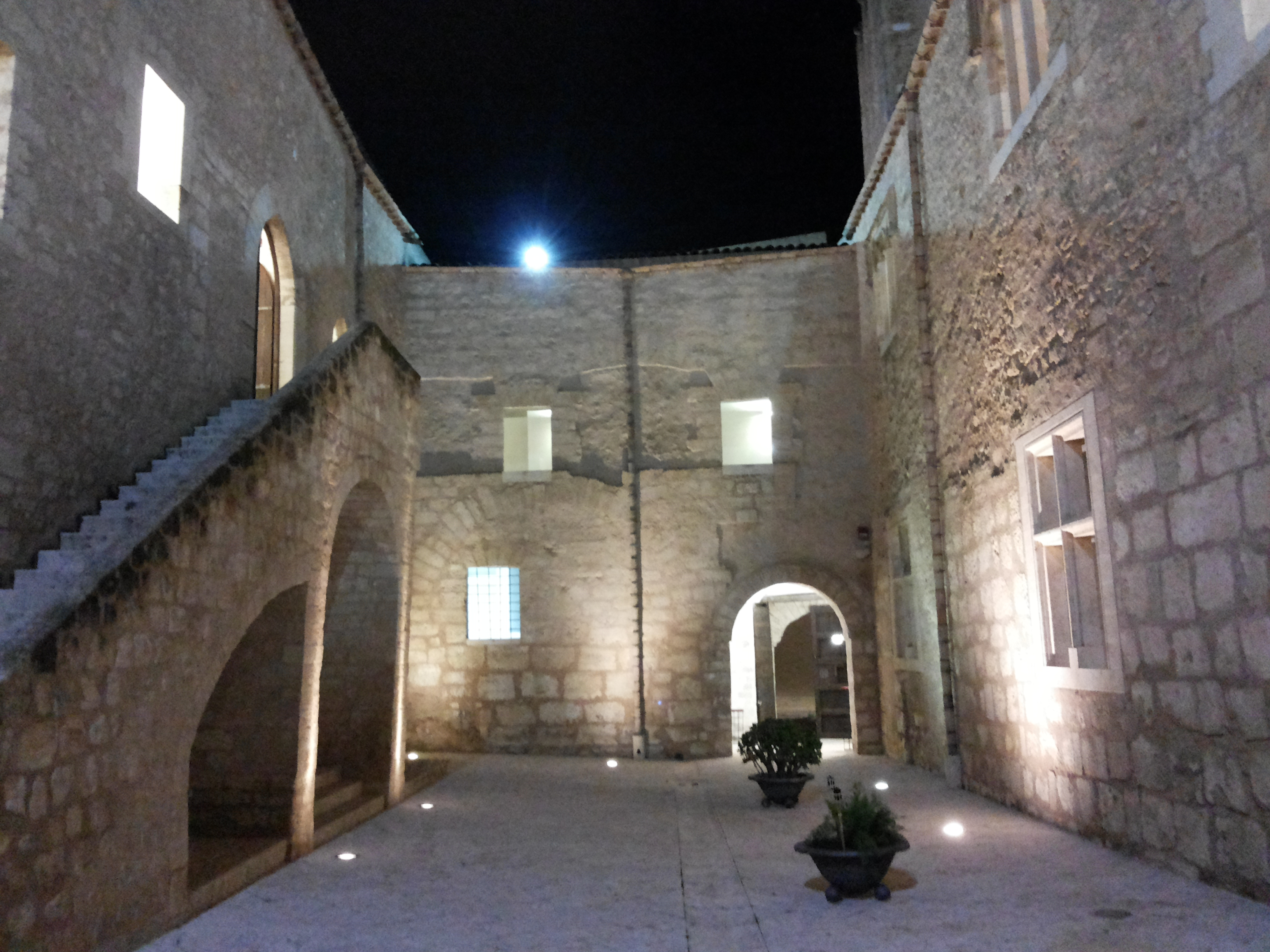
Vista del cortile interno
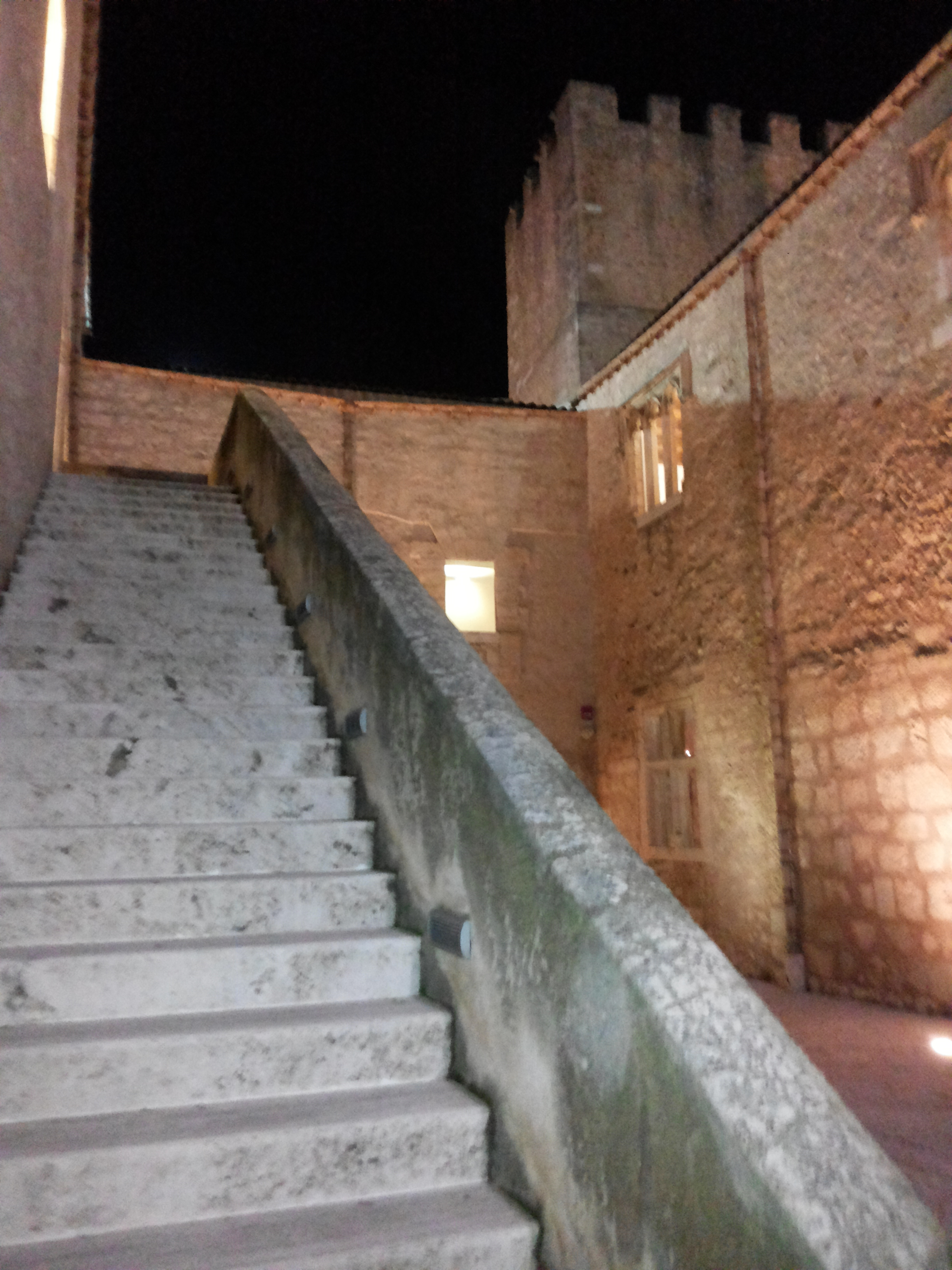
Scala di accesso al primo piano
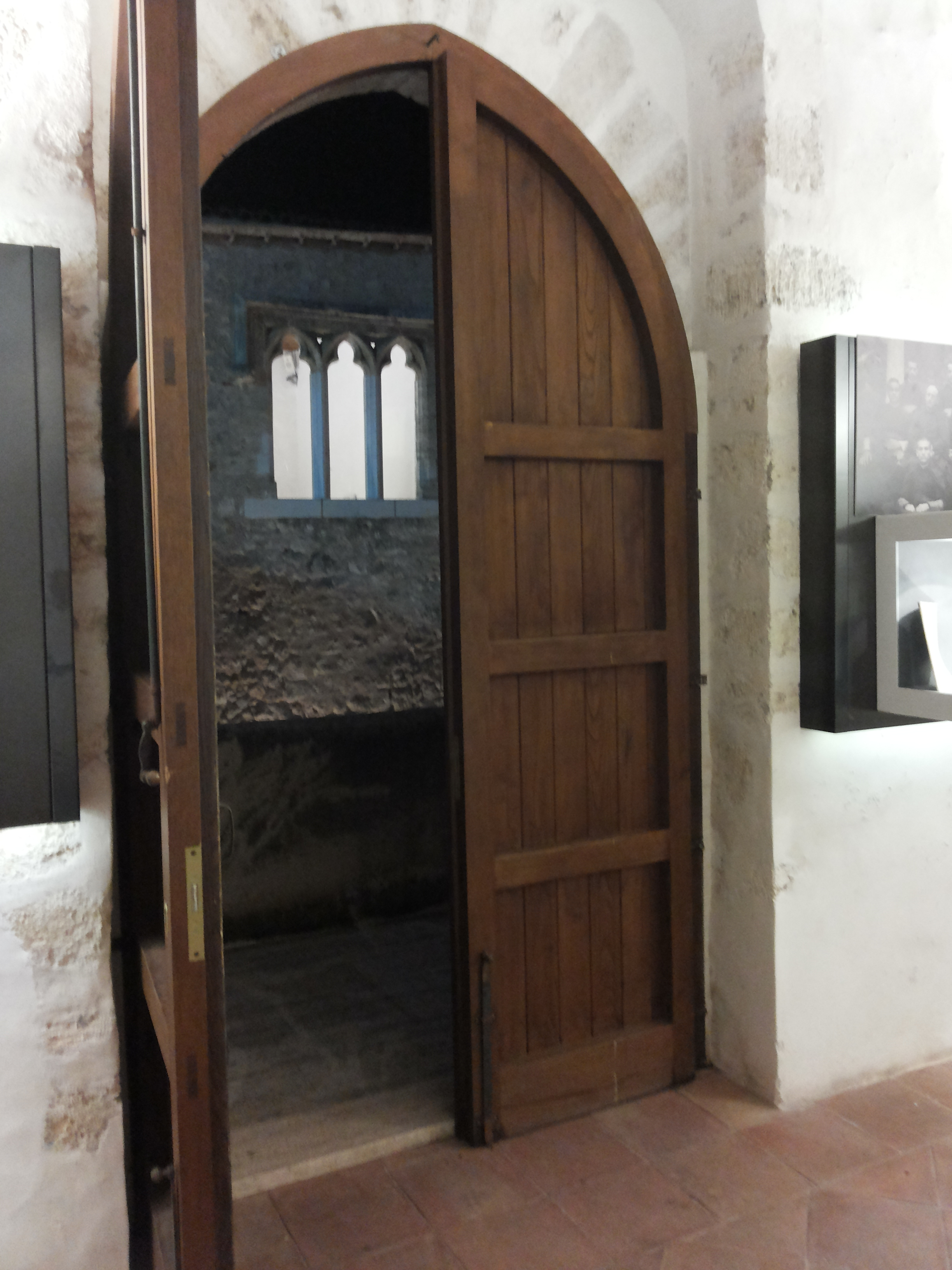
Porta di accesso al primo piano
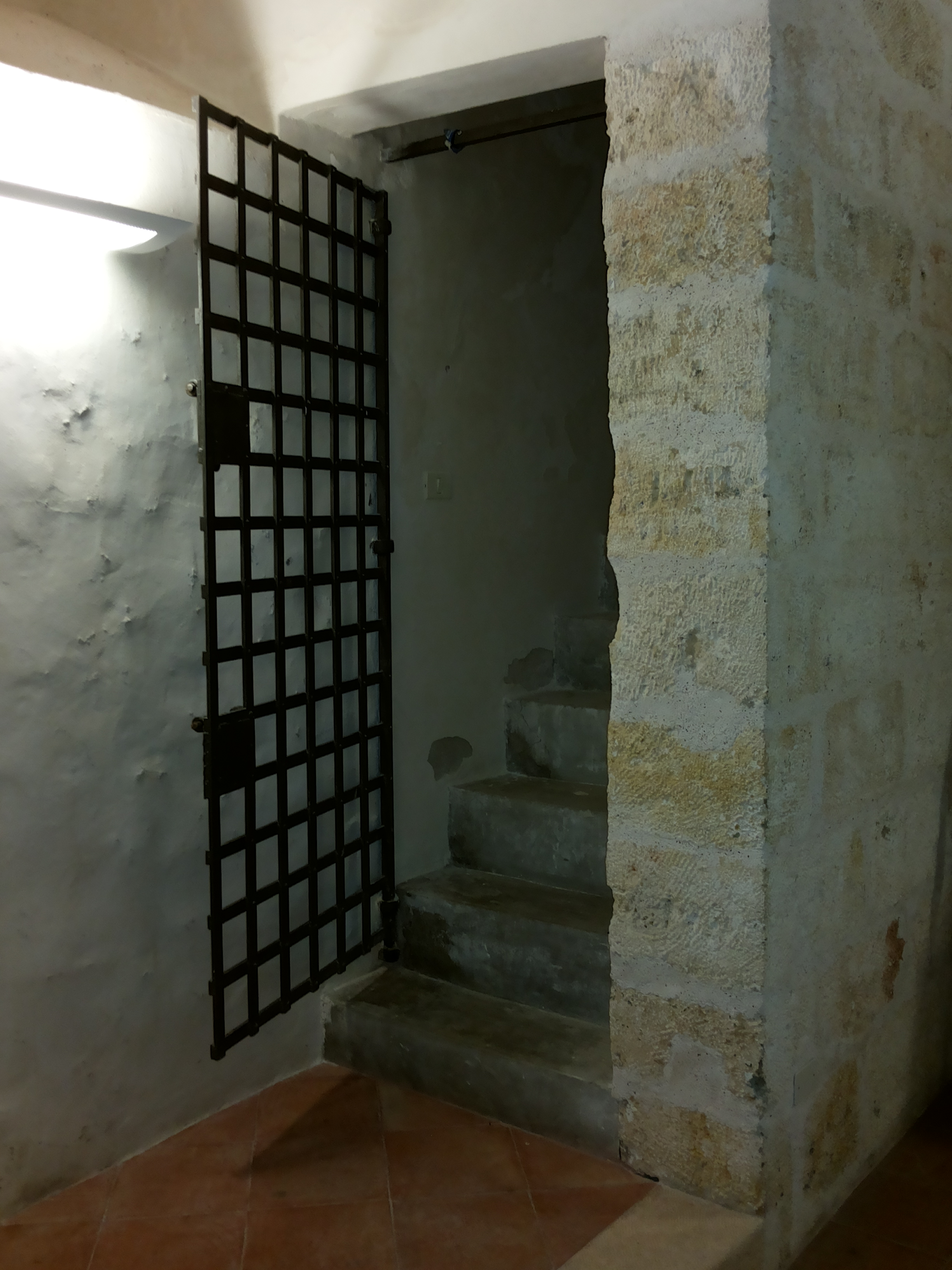
Grata all'interno del castello